# FC Dinamo Tbilisi
FC Dinamo Tbilisi (Georgisch: დინამო თბილისი) is een Georgische voetbalclub. In 1925 werd de club opgericht als voetbaltak van de sportvereniging Dinamo. De clubkleuren zijn donkerblauw en lichtblauw.

## Mannen
Al vanaf het begin van de nationale competitie in 1935 in de toenmalige Sovjet-Unie was Dinamo een van de topclubs, maar pas in 1964 werd het eerste succes behaald met het winnen van het landskampioenschap in een beslissingsduel met Dinamo Moskou. In die tijd namen de clubs uit de Sovjet-Unie nog niet mee aan de Europacups, anders had de club zich gekwalificeerd voor de Europacup I.
De grote succesperiode van Dinamo Tbilisi was tussen 1976 en 1982. De nationale beker van de Sovjet-Unie werd twee keer gewonnen (1976, 1979) en in 1978 andermaal het landskampioenschap. In 1981 speelde de club de finale van de Europacup II, die met 2-1 werd gewonnen van FC Carl Zeiss Jena. Daarmee is Dinamo de oostelijkste club die ooit een Europacup heeft gewonnen en samen met FC Dynamo Kiev (Europacup II in 1975 en 1986) de enige Europacupwinnaar uit de Sovjet-Unie. Na het uiteenvallen van de Sovjet-Unie wonnen de Russische clubs FK CSKA Moskou (2005) en FK Zenit Sint-Petersburg (2008) en de Oekraïense club FK Sjachtar Donetsk (2009) de UEFA Cup.
De laatste twee jaar van de Sovjet-competitie, tijdens het uiteenvallen van de Sovjet-Unie, trok de club zich terug om vanaf 1990 in de aparte nieuwe Georgische competitie te spelen. Ook veranderde de club van naam naar Iberia Tbilisi om afstand te nemen van haar Sovjetverleden, maar al na twee jaar werd de oude naam weer hersteld.
Dinamo Tbilisi is sinds het begin van de Georgische competitie een van de topclubs. Vanaf 1990 tot 1999 behaalde Dinamo elk jaar het kampioenschap. Daarna zakte de club een beetje in, maar in 2003 was het kampioenschap weer terug bij Dinamo.
Tijdens het seizoen 2019/20 kwam de club uit in de UEFA Europa League. In de derde kwalificatieronde werd de club geloot aan Feyenoord. In het tweeluik van deze wedstrijd won Feyenoord met 5–1 (4–0 in Rotterdam, 1–1 in Tbilisi).

## Erelijst
| Internationaal                |     | |
| Europacup II                  | 1x  | 1981 |
| GOS-beker                     | 1x  | 2004 |
| Nationaal                     |     | |
| Sovjet Top Liga               | 2x  | 1964, 1978 |
| Sovjetbeker                   | 2x  | 1976, 1979 |
| Oemaghlesi Liga/Erovnuli Liga | 19x | 1990, 1991, 1992, 1993, 1994, 1995, 1996, 1997, 1998, 1999, 2003, 2005, 2008, 2013, 2014, 2016, 2019, 2020, 2022 |
| Georgische voetbalbeker       | 13x | 1992, 1993, 1994, 1995, 1996, 1997, 2003, 2004, 2009, 2013, 2014, 2015, 2016                                     |
| Georgische supercup           | 7x  | 1996, 1997, 1999, 2005, 2008, 2014, 2015                                                                         |

## Eindklasseringen (grafiek) vanaf 1990
| 1 |

| 1 |

| 1 |

| 1 |

| 1 |

| 1 |

| 1 |

| 1 |

| 1 |

| 1 |

| 3 |

| 3 |

| 3 |

| 1 |

| 3 |

| 1 |

| 3 |

| 2 |

| 1 |

| 2 |

| 2 |

| 2 |

| 4 |

| 1 |

| 1 |

| 3 |

| 1 |

| 4 |

| 2 |

| 2 |

| 1 |

| 1 |

| 2 |

| 1 |

| 2 |

| 7 |

| Erovnuli Liga |

## In Europa
FC Dinamo Tbilisi speelt sinds 1972 in diverse Europese competities. Hieronder staan de competities en in welke seizoenen de club deelnam. De editie die FC Dinamo Tbilisi heeft gewonnen is dik gedrukt:
Europacup I / Champions League (14x)
1979/80, 1993/94, 1997/98, 1998/99, 1999/00, 2003/04, 2005/06, 2008/09, 2013/14, 2014/15, 2016/17, 2020/21, 2021/22, 2023/24
Conference League (4x)
2021/22, 2022/23, 2023/24, 2024/25
Europacup II (3x)
1976/77, 1980/81, 1981/82
UEFA Cup / Europa League (24x)
1972/73, 1973/74, 1977/78, 1978/79, 1982/83, 1987/88, 1994/95, 1995/96, 1996/97, 1997/98,
 1998/99, 2001/02, 2002/03, 2004/05, 2007/08 / 2009/10, 2010/11, 2011/12, 2013/14, 2015/16,2016/17, 2018/19, 2019/20, 2020/21
Intertoto Cup (2x)
2000, 2006
Bijzonderheden Europese competities:
| Bijzonderheid                 | Datum      | Tegenstander        | Uitslag | Plaats     | Naam                 | Aantal |
| ----------------------------- | ---------- | ------------------- | ------- | ---------- | -------------------- | ------ |
| Hoogste overwinning           | 11-07-2019 | UE Engordany        | 6-0     | Tbilisi    |                      |        |
| Hoogste nederlaag             | 13-08-1997 | Bayer 04 Leverkusen | 1-6     | Leverkusen |                      |        |
| Hoogste nederlaag             | 24-09-2020 | KÍ Klaksvík         | 1-6     | Tórshavn   |                      |        |
| Speler met meeste wedstrijden | 09-12-1987 |                     |         |            | Aleksandre Tsjivadze | 40     |
| Speler met meeste doelpunten  | 25-11-1987 |                     |         |            | Ramaz Sjengelia      | 19     |

UEFA Club Ranking: 270 (04-08-2025)

## Vrouwen

### In Europa
| Seizoen | Competitie                    | Ronde | Land              | Club                 | Uitslagen |
| ------- | ----------------------------- | ----- | ----------------- | -------------------- | --------- |
| 2007/08 | UEFA Women's Champions League | 1e    | Vlag van Oekraïne | Metalist Charkiv     | 0-14      |
|         | toernooi in Krasnoarmejsk     | 1e    | Vlag van Rusland  | FC Rossiyanka        | 0-18      |
|         |                               | 1e    | Vlag van Servië   | FK Napredak Kruševac | 2-6       |